# Ildephons Borgna

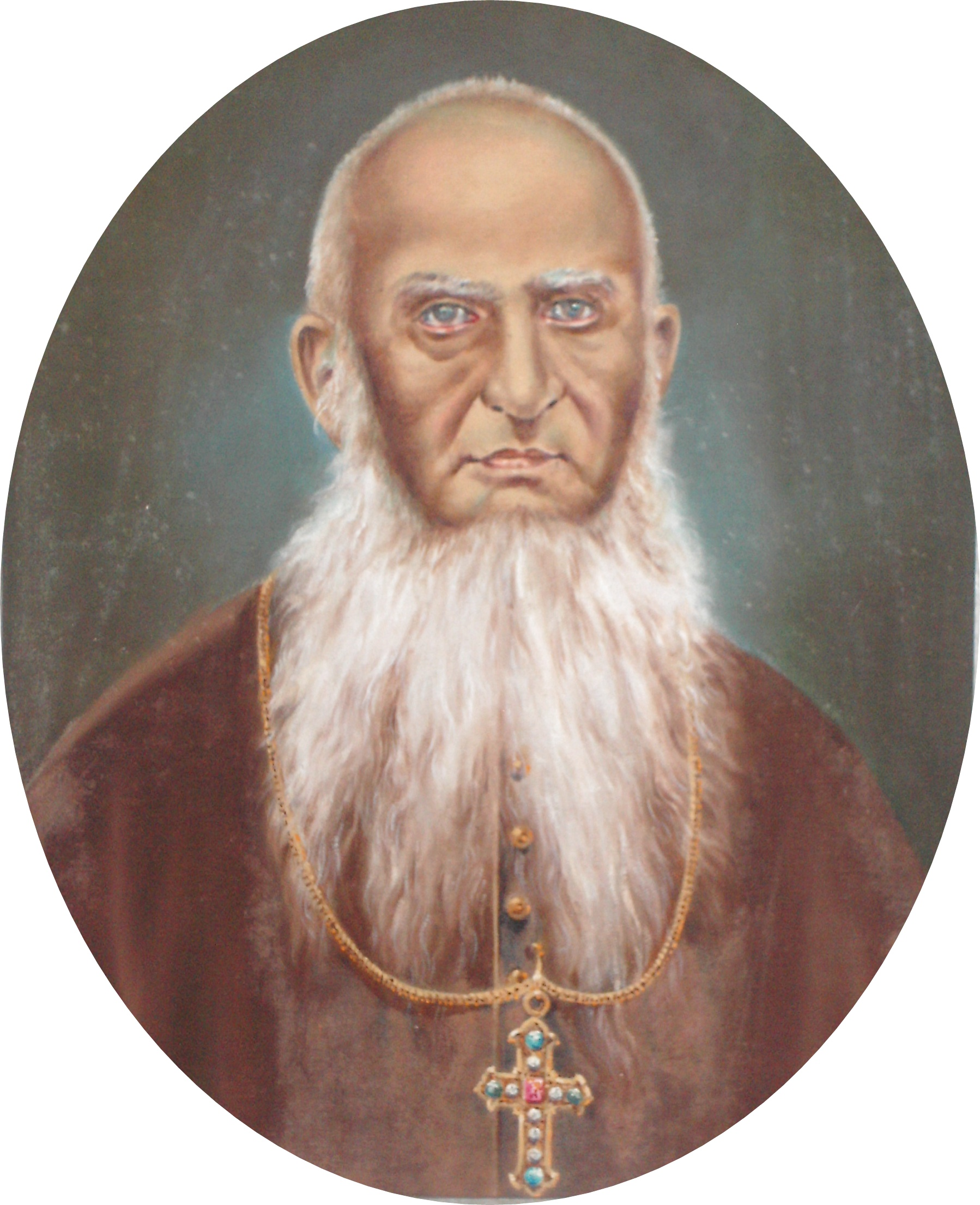
Bischof Ildephons Borgna, Ölportrait im Bischofshaus Quilon

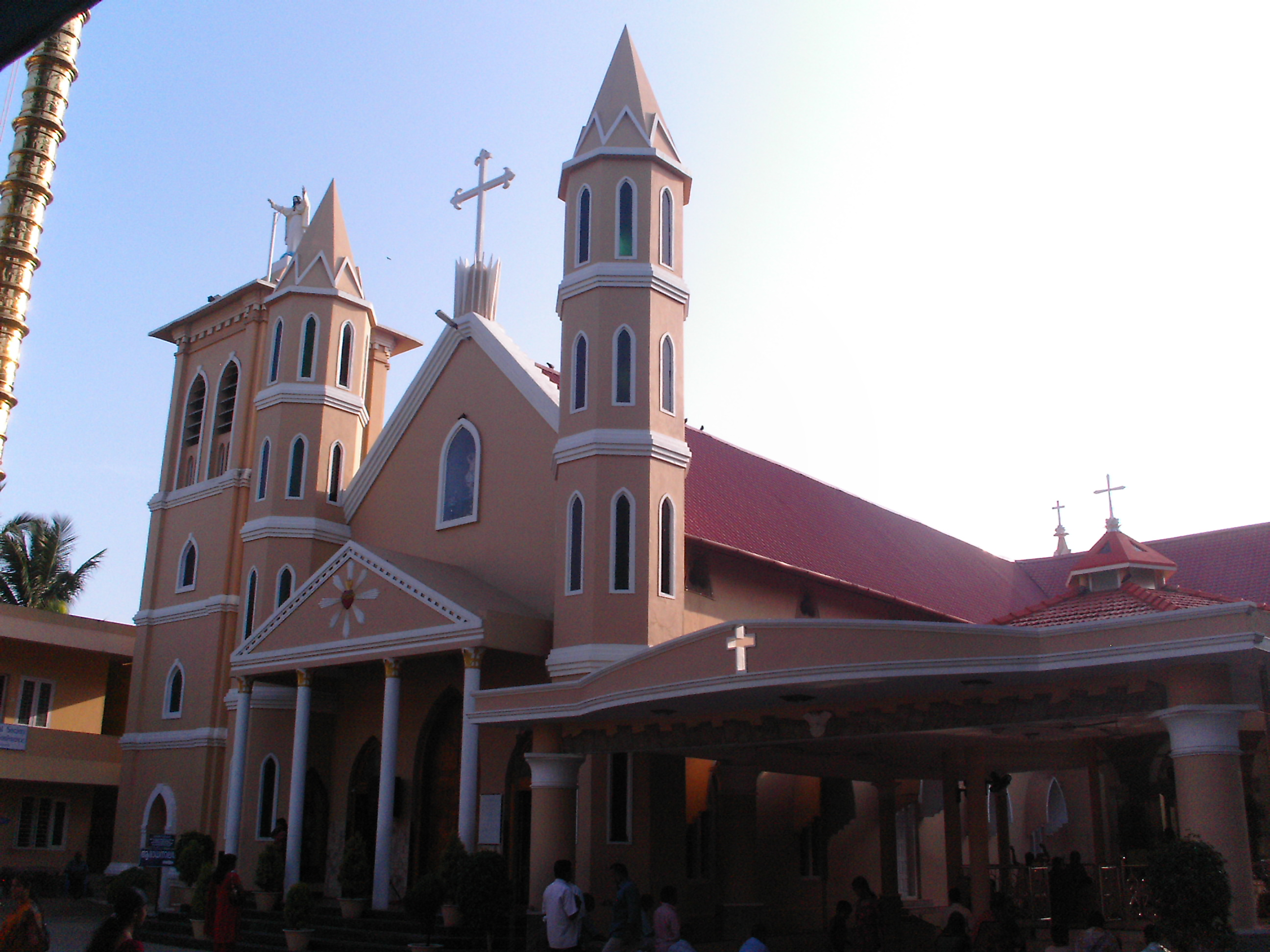
St. Sebastian, Quilon-Tuet; Residenz und Grabeskirche von Bischof Borgna

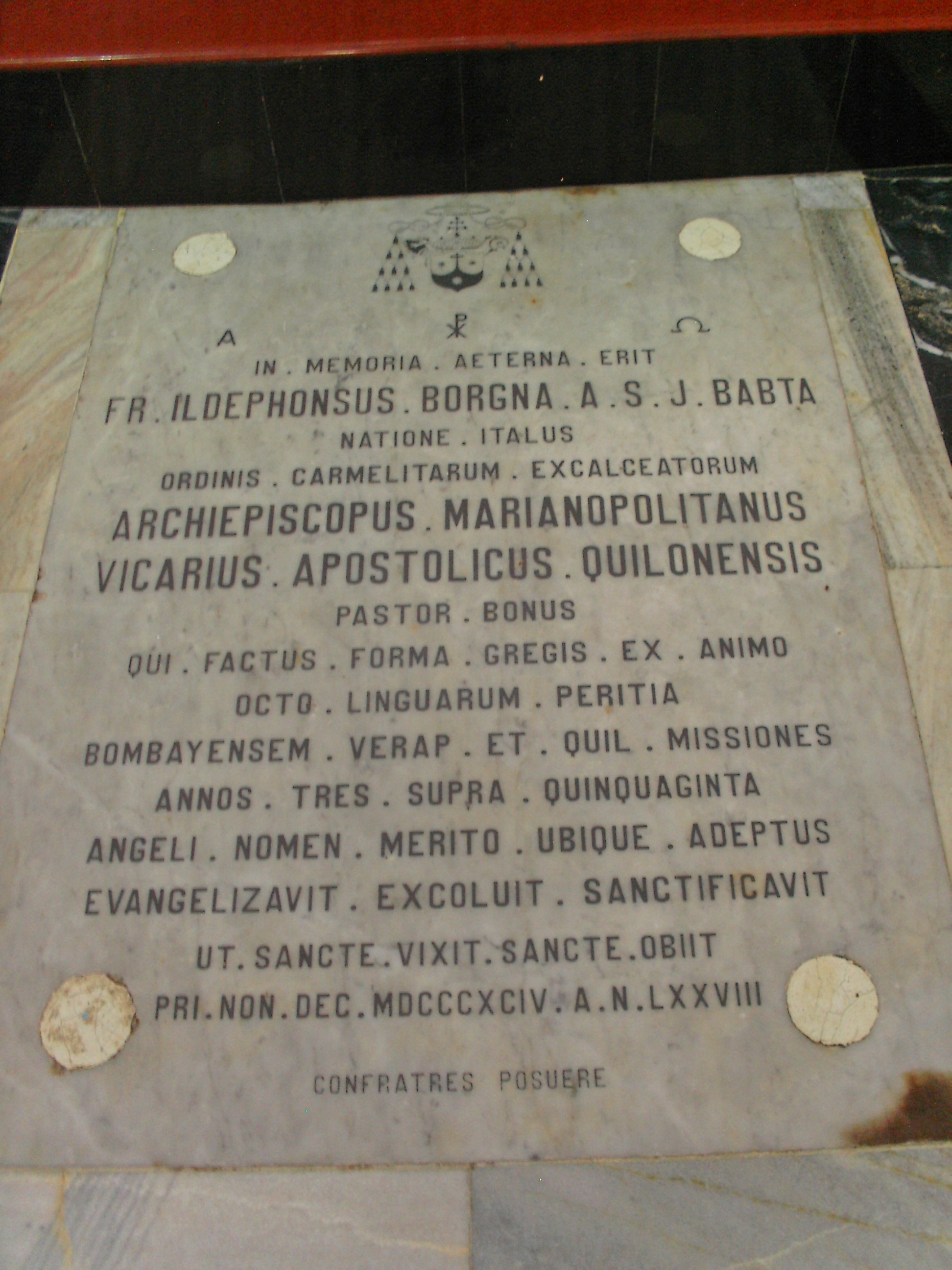
Grab Bischof Borgnas, St. Sebastian, Quilon-Tuet

Ildephons Borgna, voller Name Ildephonso di San Giovanni Battista Borgna OCD, weltlicher Name Giovanni Battista Borgna (* 25. Mai 1817 in Turin, Italien; † 9. Dezember 1894 in Quilon (Kollam), Kerala) war ein katholischer Titularerzbischof und Apostolischer Vikar in Indien.

## Leben und Wirken
Ildephons Borgna, mit bürgerlichem Namen Giovanni Battista Borgna, stammte aus Turin und trat 1838 dem Orden der Unbeschuhten Karmeliten bei, wo er den Ordensnamen Ildephonso di San Giovanni Battista erhielt. Er empfing die Priesterweihe und wurde in die Mission nach Indien entsandt.
Am 24. Mai 1871 ernannte ihn Papst Pius IX. zum Titularbischof von Amyzon und zum Apostolischen Vikar von Quilon im heutigen Kerala. Die Bischofsweihe empfing er am 20. August des Jahres in Verapoly durch den dortigen Apostolischen Vikar Giovanni Battista Berardi.
Unter Bischof Borgna wurde das Apostolische Vikariat an der Malabarküste weiter konsolidiert und ausgebaut. Sein nach Mangalore versetzter Vorgänger Marie Ephrem Garrelon OCD hatte die englische Konvertitin und Nonne Sophie Leeves veranlasst, einen nach seinen Plänen speziell auf das indische Missionsgebiet zugeschnittenen karmelitischen Schwesternorden zu gründen, der die Spiritualität der Karmeliten mit der praktischen Arbeit des Unterrichts verbinden sollte. Dieser Orden entstand 1868, zu Bayonne in Frankreich, eine Kongregation von Drittordensschwestern, sogenannte Laienkarmelitinnen des Theresianischen Karmels. 1870 eröffneten sie in Mangalore ihren ersten indischen Konvent. Auch Bischof Borgna erbat nachhaltig die Entsendung solcher Schwestern in sein Vikariat Quilon, worauf sich der Orden dort ebenfalls niederließ. Am 19. Mai 1875 eröffneten drei dieser Schwestern einen Konvent mit angeschlossener English Primary School bei der St. Sebastians Kirche in Quilon-Tuet, wo sich damals auch die Residenz des Apostolischen Vikars befand.
1883 zog sich Bischof Borgna von der Leitung des Apostolischen Vikariats Quilon zurück, blieb aber als Emeritus weiterhin in der Stadt wohnen. Papst Leo XIII. zeichnete ihn am 14. Dezember 1886, als Anerkennung für sein langjähriges Wirken mit der Erhebung zum Titularerzbischof von Marcianopolis aus. Erzbischof Ildephons Borgna starb 1894 in Quilon und wurde in der Kirche St. Sebastian zu Quilon-Tuet beigesetzt.